# Heinz Bigler
Heinz Bigler (Bern, 1925. december 21. – 2002. június 20.) svájci labdarúgó-középpályás.

## Pályafutása

### A válogatottban
Nyolc év alatt tíz alkalommal lépett pályára a svájci válogatottban. 1953. május 25-én játszott  először a nemzeti csapatban  a török válogatott elleni találkozón. Ugyanebben az évben még két nemzetközi barátságos mérkőzést játszott, egyet 1955-ben, kettőt 1958-ban és egyet 1960-ban.